# Miguel Gutiérrez (futbolista)
Miguel Ángel Gutiérrez La Rosa (Lima, Provincia de Lima, Perú, 19 de noviembre de 1956) es un exfutbolista peruano. Se desempeñaba en la posición de lateral izquierdo y derecho.

## Trayectoria
Llegó al Sporting Cristal a los 14 años en 1971 procedente del Colegio Daniel Alcides Carrión de Barrios Altos, siendo parte de los pre-juveniles de don Víctor Pasache. Debutó en el primer equipo en 1978 ante The Strongest en Lima por Copa Libertadores triunfo 3-0; logró salir campeón en 1979 y bicampeón en 1980, también en 1983 siendo este su último año en el club bajopontino. 
Luego juega por Deportivo Municipal en 1984, en 1985 llega al Universitario de Deportes donde sale campeón. En verano de 1986 regresó al Sporting Cristal pero no firmó contrato, ese año se retira y luego migró a USA.
Jugó un total de once partidos en la Copa Libertadores y logró un gol en el partido en Lima entre Sporting Cristal contra Universidad de Chile en 1981 donde el cuadro rimense derrotó 3-2 al cuadro mapocho.

## Selección Peruana
Integró la Selección juvenil de 1979 teniendo como DT. a Chiarella.
En la Selección mayor fue internacional con Perú en 7 ocasiones y no logró algún gol. Debutó en 1980 en un partido amistoso ante Uruguay terminando empatado 1-1.
Participó en la Copa del Mundo de 1982 en España como lateral izquierdo (ante la lesión previa de Rojas debió ser titular pero pusieron al back Olaechea en su reemplazo).

### Participaciones en Copas del Mundo
| Mundial                        | Sede   | Resultado    |
| ------------------------------ | ------ | ------------ |
| Copa Mundial de Fútbol de 1982 | España | Primera fase |

## Clubes
| Club                | País | Año         |
| ------------------- | ---- | ----------- |
| Sporting Cristal    | Perú | 1978 - 1983 |
| Deportivo Municipal | Perú | 1984        |
| Universitario       | Perú | 1985        |

### Campeonatos nacionales
| Título                 | Club             | País | Año  |
| ---------------------- | ---------------- | ---- | ---- |
| Liga Peruana de Fútbol | Sporting Cristal | Perú | 1979 |
| Liga Peruana de Fútbol | Sporting Cristal | Perú | 1980 |
| Liga Peruana de Fútbol | Sporting Cristal | Perú | 1983 |
| Liga Peruana de Fútbol | Universitario    | Perú | 1985 |